# لیا ویلیامسون
لیا ویلیامسون (انگلیسی: Leah Williamson؛ زادهٔ ۲۹ مارس ۱۹۹۷) بازیکن فوتبال اهل بریتانیا است.
از باشگاه‌هایی که در آن بازی کرده‌است می‌توان به تیم فوتبال زنان آرسنال اشاره کرد.
وی همچنین در تیم‌های ملی فوتبال England women's national under-15 football team, England women's national under-17 football team, England women's national under-19 football team, England women's national under-20 football team, England women's national under-23 football team، زنان انگلستان، و Great Britain women's national football team بازی کرده‌است.